# 공가

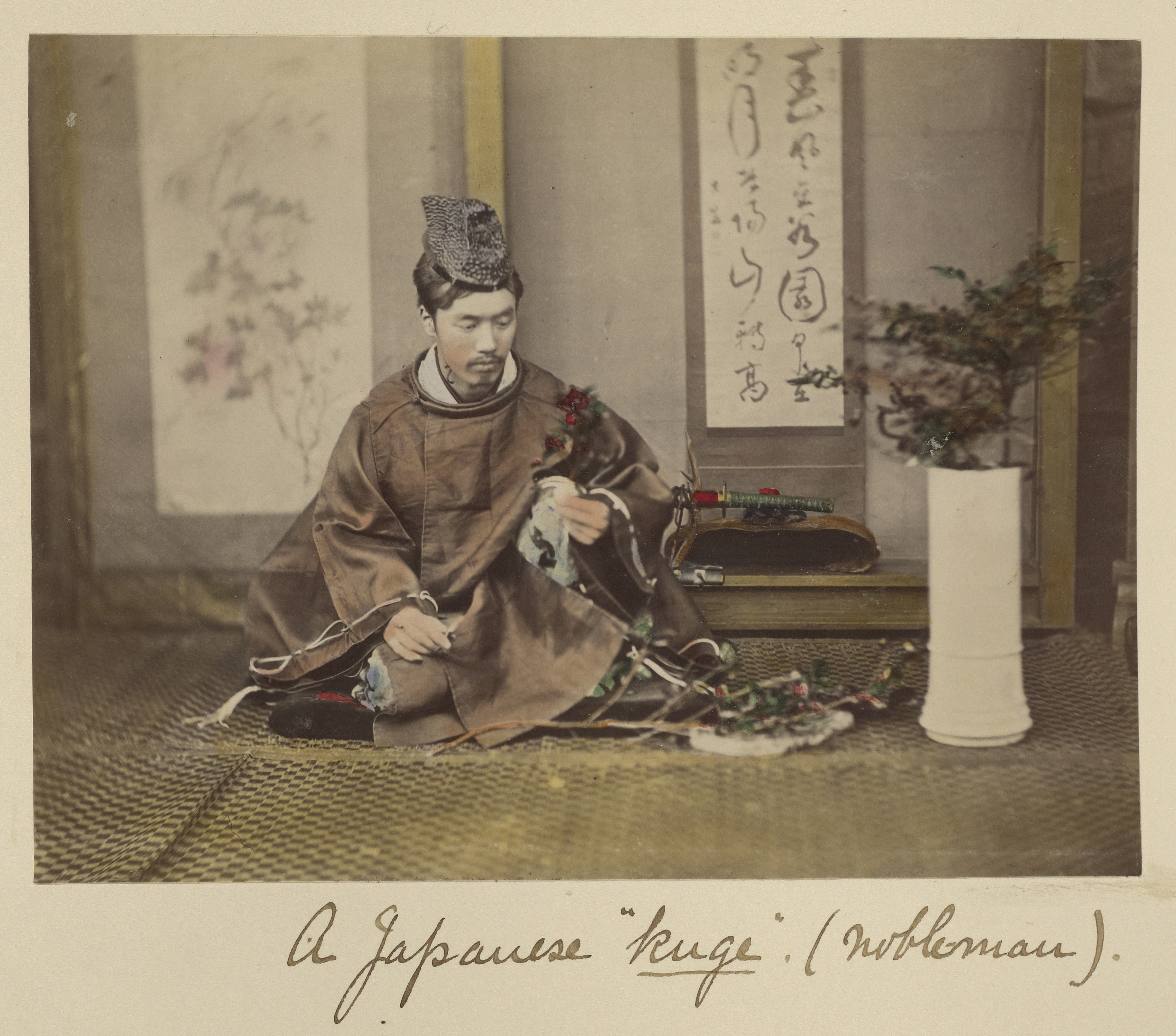

공가(일본어: 公家 구게[*])는 일본의 조정에서 봉직하는 귀족과 관리의 총칭이다. 대조되는 존재는 무가이다. 이들은 사무라이들이 여러 이유로 인하여 딱히 더 위로 오르려고 하지 않았기 때문에 명목상으로는 상당한 대우를 받았다.

## 약력
원래는 천황이나 그를 모시는 조정을 가리켜 「고케(こうけ)」또는「오야케(おおやけ)」라고 했다. 가마쿠라 시대 이후 무력으로 조정에 봉사하는 막부측 사람을 무가(일본어: 武家 부케[*])로 칭하면서 이에 대응하여 조정의 일반 공무를 맡은 문신귀족과 관리를 공가라고 부르게 되었다.
헤이안 시대 말기부터 귀족이면서 공경에 오르는 집안이 한정되고 후지와라 가문에 의한 섭관정치 확립에 따라 가문의 서열이 고정되어 가마쿠라 시대 전기까지 공가 사회가 형성되었다. 여기서는 가문의 서열에 의해서 승진할 수 있는 관직이 한정되었다. 가마쿠라 시대를 거치면서 주로 군사 경찰권과 동부 지방의 통치를 담당하는 무가 정권(가마쿠라 막부)와 조정의 일반업무와 서쪽 지방의 지배를 관장하는 문신 정권(조정)이 서로 협조, 제휴하면서 정무에 임하고 있었다. 그러나 무로마치 시대부터는 점점 권한이 약해져서 유명무실하게 된다. 에도 시대에 들어서면 공가 사회는 막부의 보호를 받게 되었지만, 천황과 공가를 규제하는 법도가 확립되어 이를 바탕으로 에도시대의 공무관계가 규정되었다. 문신 사회는 에도 막부 말기까지 유지되었으나 메이지 유신 때 해체되어 공가의 대부분이 화족에 흡수되었다.

## 가문의 서열
헤이안 시대 말기부터 공가 가문의 서열이 정해지기 시작하여 가마쿠라 시대에  이르면 출신가문에 따라 승진 범위가 한정되었다. 그 서열은 아래와 같다.
- 섭관가(摂関家 셋칸게[*]): 섭정과 관백을 맡던 다섯개의 가문. 보통 고셋케(五攝家)라고도 한다.
- 청화가(清華家 세이카게[*]):태정대신까지 맡을 수 있는 가문
- 대신가(大臣家 다이진게[*]): 내대신(명목상 태정대신까지 가능)까지 맡을 수 있는 가문
- 우림가(羽林家 우린게[*])
- 명가(名家 메이게[*])
- 반가(半家 한케[*]) 종4위, 5위 관리의 가문

1. ↑  신기하게도 영국에서도 사무라이보단 약간 높은 신분이었던 젠트리들이 귀족들을 이긴 후 딱히 더 위로 가려고 하지 않았다.